# Teatro Circular de Montevideo
El Teatro Circular de Montevideo es un teatro uruguayo fundado el 16 de diciembre de 1954.

## Historia
Es el primer teatro circular de Latinoamérica (cuya primera instalación mundial había sido en Dallas, Texas, y se limitaba a un simple salón con butacas).

### Comienzos
La idea original de fundar este teatro fue de Eduardo Malet, director teatral, quien (en marco del creciente auge del teatro independiente, que comenzó en 1937 con Teatro del Pueblo) pensó en organizar un grupo de teatro (luego conformado por él, Hugo Mazza, Gloria Levy, Salomón Melamed, Manuel Campos y Eduardo Prous entre otros) que trabajara debajo del Ateneo de Montevideo inspirado en el sistema de teatro circular.
Creado el Teatro Circular de Montevideo, nacieron con él las desaprobaciones de algunas personas del ámbito teatral, quienes defendían la clásica cuarta pared y no concebían teatralidad en el hecho de que los actores le den la espalda al público. Como diría Andrés Castillo: «Vale la pena recordar un párrafo de una de las primeras críticas que cosechó Teatro Circular: "Si bien el teatro tradicional está en completa decadencia, no creemos que por el Teatro Circular se vuelva a las primeras raíces del drama, sino que sólo es otro de los experimentos que junto con los llevados por el cine, queden como formas snobs de una época de ansiedad en la búsqueda de la revolución del Arte".»
Las novedades que supondría un teatro circular son enumeradas por Andrés Castillo como las siguientes: «1) Carente de telón, sin apuntador posible y con por lo menos cuatro sectores de audiencia a los que había que contemplar saliéndose de los cánones tradicionales del teatro "a la italiana. (...) destruía el mito del teatro frontal, y arrancaba la famosa "cuarta pared" que, en forma ilusoria, separaba al escenario de la platea y era escrupulosamente respetada en las puestas.
2) La cercanía del público "...aproximaba, prácticamente juntaba, al actor con el espectador y a los propios espectadores entre sí, con "los actores dando la espalda al espectador" y soportando sus miradas clavadas en la espalda.
3) "la práctica demostró que todas las prevenciones eran exageradas y que... después de un adecuado acostumbramiento de ambas partes... era otra manera de hacer teatro, llena de inmediatez, naturalidad y frescura..." que, entre otros beneficios, acercó muchos nuevos espectadores.»
A lo largo de su historia fueron repetidas veces la que el Teatro Circular recibió el Premio Florencio Sánchez de la crítica teatral (por El jardín de los cerezos de Chejov (1967), y Lorenzaccio de Alfred de Musset (1968), dirigidos por Ornar Grasso; Arlecchino, servidor de dos patrones, de Goldoni (1970), dirigido por Villanueva Cosse; El herrero y la muerte (1981) y El coronel no tiene quien le escriba (1988), ambos en versiones de Mercedes Rein y Jorge Curi dirigidas por este último) y de puesta en escena (por Doña Ramona de Víctor Manuel Leites, dirigida por Jorge Curi (1982) y por Frutos de Carlos Maggi, dirigida por Stella Santos (1985)). Además, en 1981 obtuvo el premio Hermes; en 1983 el Ollantay otorgado por el CELCIT y el Ateneo de Caracas; y en 1991 el Bambalina en el VI Festival Iberoamericano de Cádiz. otorgado al elenco de "¡AH, MACHOS!" por parte del público gaditano. Paralelamente participaron en numerosos festivales iberoamericanos (Córdoba y Rosario, en Argentina; Brasilia, Londrina y Pelotas, en Brasil; Caracas, Manizales, Bogotá, Islas Canarias, Cádiz) y realizaron numerosas giras.

### Actualidad
Actualmente, con más de 55 años de actividad independiente (afín a los principios establecidos por la Federación Urugaya de Teatros Independientes y tras pasar una dura prueba durante los años previos a la dictadura militar, la que se haría más severa una vez implantado el régimen de facto, una sagaz estrategia en materia de repertorio le permitió jugar el doble papel de caja de resonancia de las inquietudes del pueblo sometido y de polo de resistencia frente a la represión, sin desatender la exigencia estética de un nivel artístico generalmente reconocido.», el Teatro Circular de Montevideo continúa en actividad casi sin modificaciones. Contando con un elenco estable de actores formados en su escuela, forma parte de los teatros más importantes de la capital uruguaya.

## Salas
El Teatro Circular cuenta con dos salas. La Sala 1 es la sala que le da nombre a este teatro, es circular, y el público la rodea en cuatro sectores separados por pequeños pasillos (los cuatro son utilizados para la entrada de personajes a escena, y uno de ellos también a la entrada del público a la sala). La Sala 2 (a diferencia de la Sala 1 por la que se ingresa por la puerta principal) tiene su entrada al lado de la puerta principal. Es un espacio rectangular al que dependiendo de la obra es donde el público se sitúa.

## Escuela
En 1968 se abriría una Escuela de Arte dramático en el Teatro Circular, para formar actores que luego serían parte de su elenco estable (Ricardo Couto, Liliana García, Fernando Toja, Ana Pouso, Paticia Yosi, Walter Etchandy, Ángel Medina, Luis Vidal, Marianela Robríguez, Moré, Paola Venditto, Denise Daragnes, Gustavo Bianchi, entre otros). Luego, algunos ingresarían a la Comedia Nacional (Jorge Bolani, Gloria Demassi, Isabel Legarra, Lucio Hernández); otros, continuarían una carrera independiente en el propio medio (Ricardo Couto, Walter Etchandy, etc.) o en el exterior (Ademar Bianchi y Francisco Nápoli en Buenos Aires, Joselo Novoa en el cine y teatro de Venezuela, Liliana García en Chile); o dedicándose con preferencia a la dirección y la dramaturgia (Luis Vidal, Femando Toja, Juan Graña). Esta escuela cerraría aproximadamente en el año 1993. Actualmente la escuela funciona con un grupo de estudiantes y futuros integrantes del elenco estable, la misma reabrió en 2013 pero no habrá otra generación más que la del 13'. Paralelo a la escuela funcionan talleres de acercamiento al teatro.